# Alcea litwinowii
Alcea litwinowii är en malvaväxtart som först beskrevs av Modest Mikhaĭlovich Iljin, och fick sitt nu gällande namn av Modest Mikhaĭlovich Iljin. Alcea litwinowii ingår i släktet stockrosor, och familjen malvaväxter. Inga underarter finns listade i Catalogue of Life.